# Посольство России в Эстонии
Посольство Российской Федерации в Эстонской Республике (эст. Vene Föderatsiooni saatkond Eesti Vabariigis) — официальное дипломатическое представительство Российской Федерации в Эстонской Республике, расположенное в столице государства — Таллине.
В 2022 году, после начала вторжения России на Украину, в сентябре Эстония, наряду с Литвой, Латвией и Польшей, приняли решение запретить въезд гражданам России по шенгенским визам, в том числе выданным третьими странами. 23 января 2023 года Россия понизила дипотношения с Эстонией до временного поверенного в делах. В этот же день было объявлено о высылке российского посла Владимира Липаева из Эстонии до 7 февраля в ответ на высылку Россией эстонского посла в Москве Маргуса Лайдре.

## Структура посольства
В состав посольства входят:
- Отдел социального обеспечения
- Консульский отдел

## Здание
Трёхэтажный особняк был построен в конце XVIII века для Фридриха фон Деллигсхаузена. В советское время в нём обосновался МВД и отдел Правительственной связи КГБ Эстонской ССР. С 1991 года в здании располагается Посольство Российской Федерации в Эстонской Республике.